# Acidiella
Genre
Synonymes
- Ihekaze Itô, 1984[2]
- Longiuscula Itô, 1984[2]
- Matsumuracidia Itô, 1949[2]
- Pogonangelus Itô, 1984[2]
- Pseudacidia Hardy, 1977[2]

Acidiella est un genre d'insectes diptères de la famille des Tephritidae.

## Systématique
Ne pas confondre ce genre de diptères avec le genre de champignons Acidiella Hujslová & Kolařík, 2012, de la famille des Teratosphaeriaceae.

## Liste d'espèces
Selon ITIS (16 janvier 2021) :
- Acidiella abdominalis (Zia, 1938)
- Acidiella ambigua (Shiraki, 1933)
- Acidiella angustifrons (Hendel, 1927)
- Acidiella arisanica Shiraki, 1933
- Acidiella bimaculata (Hardy, 1987)
- Acidiella circumvaga (Ito, 1984)
- Acidiella consobrina (Zia, 1937)
- Acidiella contraria (Walker, 1853)
- Acidiella dilutata (Ito, 1984)
- Acidiella disjuncta (Ito, 1953)
- Acidiella diversa Ito, 1952
- Acidiella formosana (Shiraki, 1933)
- Acidiella funesta (Hering, 1938)
- Acidiella fuscibasis Hering, 1953
- Acidiella issikii (Shiraki, 1933)
- Acidiella japonica (Hendel, 1927)
- Acidiella kagoshimensis (Miyake, 1919)
- Acidiella lineata (Shiraki, 1933)
- Acidiella longipennis Hendel, 1914
- Acidiella maculata (Shiraki, 1933)
- Acidiella maculinotum (Hering, 1938)
- Acidiella maculipennis (Hendel, 1927)
- Acidiella malaisei (Hering, 1938)
- Acidiella pachypogon (Ito, 1984)
- Acidiella persimilis Hendel, 1915
- Acidiella pseudolineata (Hering, 1938)
- Acidiella rectangularis (Munro, 1935)
- Acidiella retroflexa (Wang, 1990)
- Acidiella rioxaeformis (Bezzi, 1913)
- Acidiella sapporensis (Shiraki, 1933)
- Acidiella scelesta (Hering, 1938)
- Acidiella sepulcralis Hering, 1938
- Acidiella spinifera (Hering, 1938)
- Acidiella trigenata (Munro, 1938)
- Acidiella turgida (Hering, 1939)
- Acidiella yasumatsui (Ito, 1949)